# Oplatocera shibatai
Oplatocera shibatai là một loài bọ cánh cứng trong họ Cerambycidae.